# Kaple svatého Cyrila a Metoděje (Podivín)
Kaple svatého Cyrila a Metoděje v Podivíně se nachází v bezprostřední blízkosti kostela sv. Petra a Pavla. Její vznik spadá do 1. pol. 13. století. Centrální kaple s vodním pramenem na půdorysu šestihranu, která je zaklenuta kopulí s lucernou, je dnes zapuštěna do terénu. V roce 1847, kdy probíhaly opravy kaple, k ní byla v novorománském slohu přistavěna drobná stavba obdélného půdorysu s pravoúhlým závěrem. Roku 1863 se v kapli konaly velké bohoslužby připomínající tisícileté výročí příchodu slovanských věrozvěstů Cyrila a Metoděje na Moravu. Při této příležitosti byla kaple nově vyzdobena a opatřena sousoším moravských věrozvěstů.
Je chráněna jako kulturní památka České republiky.

## Původ kaple
O původu kaple převládají dvě verze. První zastává názor, že jde o karner, původně dvoupodlažní středověkou hřbitovní kapli. Dolní místnost sloužila jako ossarium, zatímco horní nadzemní část byla vlastní hrobní kaplí. Druhá verze pokládající stavbu za baptisterium se díky přítomnému vodnímu prameni jeví jako pravděpodobnější. Nasvědčuje tomu i situování kaple v bezprostřední blízkosti kostela.